# Грімешть
Грімешть (рум. Grimeşti) — село в Молдові в Бричанському районі. Входить до складу комуни, центром якої є село Богданешть.
Більшість населення — етнічні українці. Згідно з переписом населення 2004 року у селі проживало 200 українців (90 %).

## Історія
За даними етнографічної експедиції 1869—1870 років під керівництвом Павла Чубинського, у селі проживали українці («руснаки»), усе населення розмовляло українською мовою.

## Відомі люди
- Бабюк Станіслав Семенович — молдовський художник.
- Мельничук Борис Семенович — український радянський громадсько-політичний діяч, кавалер орденів Леніна, Трудового Червоного Прапора, «Знак Пошани», Жовтневої Революції.